# Janet Yang
Dương Yến Tử, thường được biết đến với tên gọi Janet Yang (sinh ngày 13 tháng 7 năm 1956), là một nữ nhà sản xuất điện ảnh người Mỹ gốc Hoa. Bà hiện là Chủ tịch của Viện Hàn lâm Khoa học và Nghệ thuật Điện ảnh.

## Đầu đời
Janet Yang sinh ngày 13 tháng 7 năm 1956, tại Queens, New York. Yang theo học tại Học viện Phillips Exeter, sau đó là Đại học Brown, tập trung vào Nghiên cứu Trung Quốc, sau đó lấy bằng MBA tại Đại học Columbia.